# Sophronica anteochracea
Sophronica anteochracea là một loài bọ cánh cứng trong họ Cerambycidae.